# Olsztyn (Silésie)
Pour l’article homonyme, voir Olsztyn.
Olsztyn est une localité polonaise et siège de la gmina d'Olsztyn, située dans le powiat de Częstochowa en voïvodie de Silésie.